# 高继密
高继密（高员）（?—?）, 号惟胥, 宋朝武烈王高琼之子, 官至内殿承制 (北宋正七品)、合门祇候。家世习武。早慧颖博涉文艺。育有一子名学安, 字恭逊。宋咸平三年(1000)为母出仕筠州。遵厥考命，爱民若子、且惟勤惟清惟慎。高员死后, 夫人李氏不忍弃已亡人又不忍携幼儿远远故乡, 遂于高安县卜筑为家, 因故名为高家巷。此巷仍存于江西省宜春市。